# Pterocaesio chrysozona
Pterocaesio chrysozona är en fiskart som först beskrevs av Cuvier, 1830.  Pterocaesio chrysozona ingår i släktet Pterocaesio och familjen Caesionidae. Inga underarter finns listade i Catalogue of Life.